# Pogrom in Baku

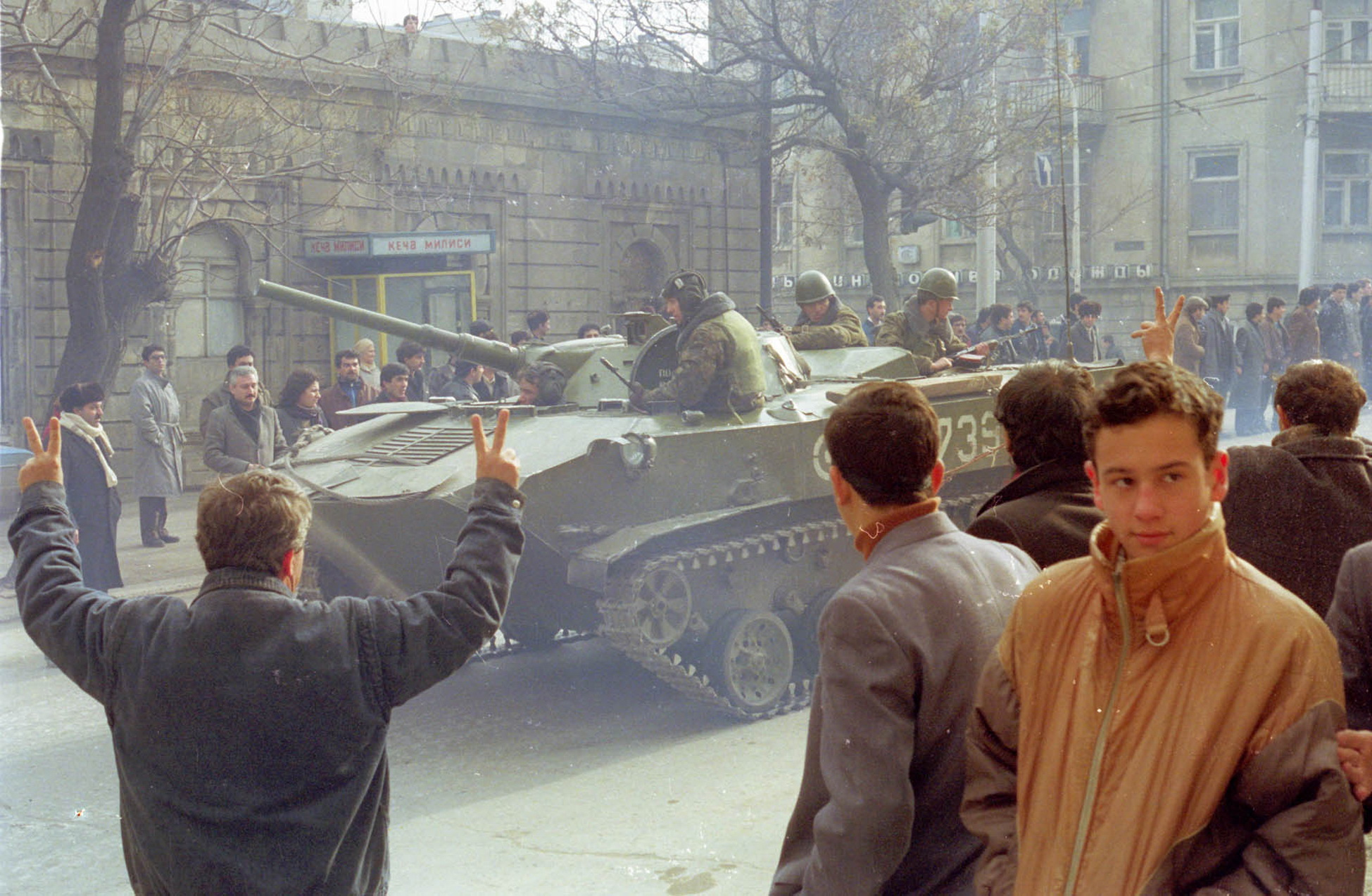
Besetzung Bakus durch die Sowjetische Armee, Baku im Februar 1990

Das Pogrom in Baku war ein von Aserbaidschanern verübtes Pogrom, welches im Januar 1990 an der armenischen Bevölkerung von Baku, damals Hauptstadt der Aserbaidschanischen SSR innerhalb der Sowjetunion, verübt wurde.
Am 12. Januar 1990 brach ein neuntägiges Pogrom in Baku aus, dem rund 90 Armenier zum Opfer fielen. Neben Morden, mehrheitlich verübt durch Schläge und Messerstiche, kam es auch zu Einbrüchen und Überfällen. Zudem wurden Häuser von Armeniern in Brand gesteckt. Laut Robert Kushen, einem Reporter der Human Rights Watch, waren die Angriffe keineswegs spontan, da die aserbaidschanischen Angreifer Listen von Armeniern und ihren Wohnanschriften besaßen. Die Pogrome wurden erst durch den Einmarsch der Sowjetarmee beendet, nachdem die aserbaidschanischen Behörden den Soldaten des Innenministeriums den Befehl gegeben hatten, bei den Randalen in Baku nicht zu intervenieren.

## Ablauf
Im Januar 1990 entstanden nationalistische Unruhen in Aserbaidschan, und Kundgebungen der Volksfront Aserbaidschans fanden im großen Maße in Baku statt. Die Rhetorik einiger Führer der Volksfront-Partei Aserbaidschans war stark anti-armenisch. Man sprach sich unter anderem für Deportation der Armenier aus Aserbaidschan aus. Zudem unternahmen Zentralbehörden sowie die örtliche Miliz nur sehr wenig, um die Gewaltausbrüche zu stoppen.

Schriftzug auf einer Häuserwand: „Здесь живёт Армянин“ (Hier wohnt ein Armenier), Baku im Januar 1990

Die Volksfront Aserbaidschans begann mit der Blockade von Kasernen des Militärs. Der britische Journalist und Schriftsteller Thomas de Waal bezeichnete das Pogrom in Baku als den ersten Teil vom „Schwarzen Januar“. Laut de Waal versammelte sich eine große Menschenmenge auf dem „Lenin-Platz“ (heute Azadliq-Platz); bei Anbruch der Dunkelheit trennten sich unterschiedliche Gruppierungen von den Demonstranten der aserbaidschanischen Volksfront-Partei und begannen, Armenier zu attackieren. So wie bereits in Sumgait, zeichneten sich die Angriffe durch einen hohen Grad an Brutalität aus. Massaker fanden im Gebiet der armenischen Wohnviertel statt. Laut der internationalen Menschenrechtsorganisation Memorial haben sich Augenzeugen an die Miliz auf den Straßen gewandt, um die benachbarten Angriffe auf die Armenier zu melden, jedoch blieb diese untätig. In der Nacht des 19. Januar 1990 marschierten über 20.000 sowjetische Soldaten in Baku ein und beendeten die Unruhen gewaltsam (sog. Schwarzer Januar). Gerade durch die Zuspitzung der Lage um Berg-Karabach zu jener Zeit, eine Woche vor dem 20. Januar 1990, waren bis 66.000 Soldaten (sowjetische Truppen) bereits zum Schutz der Armenier vor Ort.
Der mit dem Pulitzer-Preis ausgezeichnete Journalist Bill Keller schrieb in einem Bericht am 18. Februar 1990 in der New York Times:

„Hier und da markieren zerschlagene Fenster oder rußgeschwärzte Wände Wohnungen, aus denen die Armenier von Banden vertrieben wurden und ihr Eigentum auf dem Balkon niedergebrannt wurde. Die Armenische Apostolische Kirche, deren Gemeinde innerhalb der vergangenen zwei Jahre durch auf Angst basierende Auswanderungen dezimiert wurde, ist nun eine verkohlte Ruine. Ein Nachbar sagte, dass die Feuerwehr und die Polizei ohne einzugreifen dabei zugeschaut hätten, als das Gebäude bei Ausschreitungen zu Beginn des Jahres zerstört wurde.“

## Beurteilung von internationaler Seite
Am 27. September 1990 wurde auf Initiative von Frankreichs „Helsinki Treaty Watchdog Komitee“ und von Pariser Intellektuellen des Collège international de philosophie ein „Offener Brief zu anti-armenischen Pogromen in der Sowjetunion“ verfasst. In dem Schreiben heißt es unter anderem, dass die bloße Tatsache, dass sich diese Pogrome in Baku und anderen Teilen Aserbaidschans wiederholt haben und die Tatsache, dass sie alle einem selben Schema folgten, zu der Annahme führt, dass diese tragischen Ereignisse kein Unfall oder spontane Gewaltausbrüche waren.
Das Pogrom in Baku wurde in einem Bericht des UN-Ausschusses für die Beseitigung der Diskriminierung der Frau am 25. Juli 1997 aufgegriffen und wie folgt beschrieben:

„Fünf Tage lang wurde im Januar 1990 die armenische Bevölkerung in Baku, der Hauptstadt Aserbaidschans, ermordet, gefoltert, ausgeraubt und erniedrigt. Schwangere Frauen und Säuglinge wurden belästigt, kleine Mädchen wurden vor den Augen ihrer Eltern vergewaltigt, christliche Kreuze wurden auf ihre Rücken gebrannt, und sie wurden aufgrund ihres christlichen Glaubens missbraucht.“

## Folgen
Die Mehrheit der Armenier floh aus Baku. Unter ihnen waren ebenfalls der russisch-armenische Schachweltmeister Garri Kasparow und seine Familie. Gegen Ende April 1993 wurde geschätzt, dass nur noch 18.000 bis 20.000 Armenier in Baku verblieben waren, von denen die meisten ihre armenische Identität geheim hielten. Der Bevölkerungsanteil der Armenier in Baku ist von vormals 16,5 % im Jahre 1979 auf nahezu 0 % im Jahre 2009 gesunken.